# Теорема Котельникова
Теоре́ма Коте́льникова (теорема На́йквиста — Ше́ннона, теорема отсчётов) — фундаментальное утверждение в области цифровой обработки сигналов, связывающее непрерывные и дискретные сигналы. Теорема была предложена и доказана Владимиром Котельниковым в 1933 году. Теорема утверждает, что аналоговый сигнал с ограниченной частотой {\displaystyle f_{m}} (финитным) спектром полностью определяется последовательностью своих дискретных значений (отсчётов), взятых через интервалы времени {\displaystyle \Delta t\leq 1/(2f_{m})}, то есть с частотой дискретизации {\displaystyle f_{d}\geq 2f_{m}}. Другими словами, при выполнении этого условия аналоговый сигнал можно точно восстановить по его дискретным значениям. Эта теорема известна под названием теоремы отсчётов.

## Пояснение

График модуля спектра сигнала с ограниченной полосой частот..

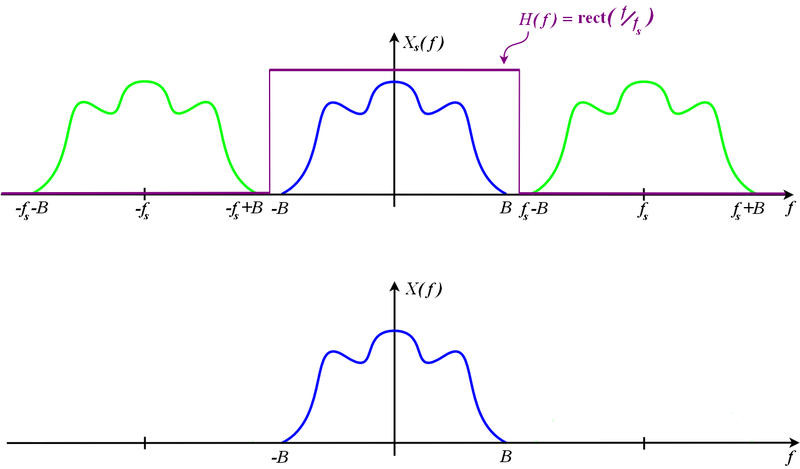
Спектр сигнала после дискретизации -функциями, имеющий период и передаточная характеристика идеального ФНЧ, выделяющего центральный парциальный спектр (верхний рисунок).
Спектр после прохождения дискретного сигнала через идеальный ФНЧ — совпадает со спектром исходного сигнала (нижний рисунок). Таким образом, исходный аналоговый сигнал выделяется из дискретного сигнала без ошибок.

Физически реализуемые сигналы (например, звуковая запись) ограничены во времени, поэтому их спектры не ограничены по частоте (нефинитны).
Условие ограниченности спектра сигнала конечной верхней частотой предполагает, что сигнал не ограничен во времени (нефинитен), то есть начался бесконечно давно и никогда не закончится. Но даже спектр бесконечно длительного сигнала будет нефинитен, если сигнал содержит точки разрыва любого рода. 
Теорема Котельникова определяет условия, при которых аналоговый сигнал может быть точно восстановлен по своим дискретным значениям:
- Спектр аналогового сигнала должен быть ограничен некоторой верхней (максимальной) частотой {\displaystyle f_{m}} (финитен). Однако так как реальные сигналы  имеют бесконечный (нефинитный) спектр, то в качестве максимальной частоты в спектре таких сигналов приходится выбирать некоторую частоту {\displaystyle f_{m}}, определяющую эффективную ширину спектра[6]. Практически частоту дискретизации выбирают с некоторым запасом, например, {\displaystyle f_{d}>3f_{m}}[7] или {\displaystyle f_{d}=2,5...5~f_{m}}[8]. Поэтому точное восстановление реального сигнала по дискретным значениям принципиально невозможно.

Спектр дискретного (дискретизированного) сигнала является периодическим с периодом, равным частоте дискретизации {\displaystyle f_{d}.} Поэтому, если спектр сигнала не ограничен конечной частотой {\displaystyle f_{m}}, то возникает эффект наложения парциальных (частичных) составляющих спектра (явление, называемое алиасинг), который может быть уменьшен сглаживанием исходного аналогового сигнала путём фильтрации самых верхних его частот. При этом такое сглаживание (англ. anti-aliasing) должно быть выполнено до дискретизации. Фильтры, сглаживающие сигнал перед дискретизацией, называются антиалиасинговыми. Например, при дискретизации стандартного телефонного сигнала исходный речевой аналоговый сигнал пропускается через полосовой антиалиасинговый фильтр с полосой пропускания  0,3…3,4 кГц. Тогда минимально допустимой частотой дискретизации будет {\displaystyle f_{d}=}6,8 кГц, а в качестве стандартной выбрана 8 кГц.
- Частота дискретизации должна в два или более раз превосходить верхнюю частоту в спектре сигнала[1]. Это требование также следует с того, что спектр дискретного сигнала является периодическим с периодом равным частоте дискретизации. Таким образом, если условие {\displaystyle f_{d}\geq 2f_{m}} не выполняется, то возникает наложение спектров (алиасинг), поэтому будет невозможно восстановить аналоговый сигнал из дискретного представления без искажений. Также для точного восстановления аналогового сигнала из дискретного необходимо наличие физически нереализуемого идеального фильтра нижних частот с полосой пропускания {\displaystyle 0...f_{m}}. Поэтому восстановление аналогового сигнала по дискретным значениям всегда сопровождается погрешностью[7].

Неравенство {\displaystyle f_{d}\geq 2f_{m}} в условии теоремы Котельникова предполагает, что спектр сигнала на частоте {\displaystyle f_{m}} равен нулю. Однако, например, для неограниченного по времени строго синусоидального сигнала с несущей частотой {\displaystyle f_{0}}, у которого в спектре содержатся лишь две спектральные линии с частотами {\displaystyle -f_{0}} и {\displaystyle f_{0}}, спектр равен нулю для {\displaystyle |f|} строго больших {\displaystyle f_{0}=f_{m}}. Поэтому в этом случае необходимо, чтобы частота дискретизации строго превышала удвоенную максимальную частоту в спектре сигнала, то есть {\displaystyle f_{s}>2f_{m}}. В противном случае при выборе в соответствии с условием теоремы Котельникова {\displaystyle f_{d}=2f_{m}} (ровно два отсчета за период) при дискретизации такого сигнала может оказаться так, что все дискретные отсчёты станут равными нулю. Очевидно, что в этом случае восстановление исходного сигнала из дискретного станет невозможным. Однако такое строгое неравенство требуется лишь в том случае, когда значение спектра сигнала на максимальной частоте не равно нулю. Если на максимальной частоте спектр сигнала равен нулю, то необходимость в строгом неравенстве отпадает.

## Интерполяционная формула
Теорема Котельникова утверждает, что непрерывный сигнал {\displaystyle x(t)} можно представить в виде интерполяционного ряда Котельникова:
{\displaystyle {\widehat {x}}(t)=\sum _{k=-\infty }^{\infty }x(k\Delta t)\operatorname {sinc} \left[{\frac {\pi }{\Delta t}}(t-k\Delta t)\right],}
где {\displaystyle \operatorname {sinc} (z)=\sin(z)/z} — функция sinc.
Интервал дискретизации удовлетворяет ограничениям {\displaystyle \Delta t\leq {\frac {1}{2f_{m}}}} или {\displaystyle f_{d}\geq 2f_{m}}. Частоту, равную половине частоты дискретизации, называют частотой Найквиста: {\displaystyle f_{N}=f_{d}/2}. При выполнении условий теоремы Котельникова {\displaystyle {\widehat {x}}(t)=x(t)}.
Однако в этой сумме присутствует бесконечное число членов ряда, что практически неосуществимо. Поэтому реально число членов ряда {\displaystyle N} выбирают конечным, причём погрешность восстановления сигнала будет тем меньшей, чем больше {\displaystyle N}.
Также ограничение спектра реального сигнала частотой {\displaystyle f_{m}} путём его предварительной фильтрации приводит к погрешности восстановления, относительный средний квадрат которой равен:
{\displaystyle \delta _{f}^{2}={\frac {P_{\Delta }}{P_{x}}}={\frac {\int \limits _{f_{m}}^{\infty }|X(f)|^{2}df}{\int \limits _{0}^{\infty }|X(f)|^{2}df}},}
где {\displaystyle P_{\Delta }={\frac {1}{T}}\int \limits _{0}^{T}({\widehat {x}}(t)-x(t))^{2}dt} — мощность разностного сигнала,
{\displaystyle {\widehat {x}}(t)} — восстановленный аналоговый сигнал из дискретного,
{\displaystyle P_{x}={\frac {1}{T}}\int \limits _{0}^{T}x^{2}(t)dt} — средняя мощность сигнала {\displaystyle x(t)},
{\displaystyle T} — длительность сигнала,
{\displaystyle X(f)} — спектр сигнала {\displaystyle x(t)}.
Если спектр сигнала не ограничивать с помощью предварительной фильтрации, то относительный средний квадрат ошибки восстановления сигнала из-за алиасинга в два раза превышает {\displaystyle \delta _{f}^{2}.} Таким образом, предварительная фильтрация сигнала с помощью антиалиасингового фильтра является целесообразной.

## История
Хотя в западной литературе теорема часто называется теоремой Найквиста со ссылкой на работу «Certain topics in telegraph transmission theory» 1928 года, в этой работе речь идёт лишь о требуемой полосе линии связи для передачи импульсного сигнала (частота следования должна быть меньше удвоенной полосы). Примерно в это же время Карл Кюпфмюллер получил тот же результат. О возможности полной реконструкции исходного сигнала по дискретным отсчётам в этих работах речь не идёт. Теорема была предложена и доказана Владимиром Котельниковым в 1933 году в работе «О пропускной способности эфира и проволоки в электросвязи», в которой, в частности, была сформулирована одна из теорем следующим образом: «любую функцию {\displaystyle F(t)}, состоящую из частот от 0 до {\displaystyle f_{m}}, можно непрерывно передавать с любой точностью при помощи чисел, следующих друг за другом через интервалы времени {\displaystyle \Delta t=1/(2f_{m})} секунд». Независимо от него эту теорему в 1949 году (через 16 лет) доказал Клод Шеннон в работе «Связь при наличии шума», поэтому в западной литературе эту теорему часто называют теоремой Шеннона. Статья Шеннона была написана на основе работы Э. Т. Уиттекера «Функции, представленные распространением теории интерполяции» (1915 год), также среди источников Шеннон упоминает статью Уильяма Ралфа Беннетта (1941 год), в свою очередь цитирующего диссертацию Герберта Раабе (1939), которая содержала формулировку теоремы отсчётов. Некоторые японские публикации упоминают «теорему Сомеи», Исао Сомея опубликовал свою работу в 1949 году.
В 1999 году Международный научный фонд Эдуарда Рейна (Германия) признал приоритет Котельникова, наградив его премией в номинации «за фундаментальные исследования» за впервые математически точно сформулированную и доказанную в аспекте коммуникационных технологий теорему отсчётов. Исторические изыскания показывают, однако, что теорема отсчётов как в части утверждения возможности реконструкции аналогового сигнала по дискретным отсчётам, так и в части способа реконструкции рассматривалась в математическом плане многими учёными и ранее. В частности, первая часть была сформулирована ещё в 1897 году Борелем.

## Вариации и обобщения
Впоследствии было предложено большое число различных способов аппроксимации сигналов с ограниченным спектром, обобщающих теорему отсчётов.
Так, вместо кардинального ряда по функциям sinc, являющимся сдвинутыми копиями импульсной характеристики идеального фильтра нижних частот, можно использовать алгебраические полиномы. В частности, на практике применяются ступенчатая и линейная интерполяции, ряды по конечно- или бесконечнократным свёрткам функций sinc.
Относительный средний квадрат погрешности интерполяции зависит от спектра сигнала {\displaystyle x(t),} способа интерполяции и частоты дискретизации. При ступенчатой и линейной интерполяциях частота {\displaystyle f_{d}} должна существенно превышать частоту дискретизации по Котельникову ({\displaystyle 2f_{m}}). Для сигналов с прямоугольной спектральной плотностью мощности, ограниченной частотой {\displaystyle f_{m}}, частота дискретизации для восстановления сигнала с относительным средним квадратом погрешности {\displaystyle \delta ^{2}} равна:
- для ступенчатой интерполяции {\displaystyle f_{d}={\frac {\pi }{6\delta }}2f_{m}},
- для линейной интерполяции {\displaystyle f_{d}={\frac {\pi }{4{,}95{\sqrt {\delta }}}}2f_{m}}.

Например, при {\displaystyle \delta =0{,}1} для ступенчатой интерполяции {\displaystyle f_{d}=5{,}23\cdot 2f_{m},} для линейной интерполяции {\displaystyle f_{d}=2\cdot 2f_{m}.}
Справедливо следующее обобщение ряда Котельникова непрерывной функции {\displaystyle x(t)} с финитным спектром с максимальной частотой {\displaystyle f_{c}} на основе преобразований Фурье атомарных функций:
{\displaystyle x(t)=\sum _{k=-\infty }^{\infty }x(k\Delta t)\prod _{n=1}^{M}\operatorname {sinc} \left[{\frac {\pi }{a^{n-1}\Delta t}}(t-k\Delta t)\right],}
параметры {\displaystyle a} и {\displaystyle M} удовлетворяют неравенству {\displaystyle a^{M-1}(a-2)+1>0,} а интервал дискретизации:
{\displaystyle 0<\Delta t\leqslant {\frac {1}{2f_{c}}}\left[1+{\frac {a^{M-1}+1}{a^{M-1}(a-1)}}\right].}